# Kansas City Film Critics Circle Award de Melhor Ator
É um dos prêmios oferecidos pela Kansas City Film Critics Circle Award

## Vencedores
- 1966 - Michael Caine - Alfie
- 1967 - Paul Scofield - A Man for All Seasons / Rod Steiger - In the Heat of the Night
- 1968 - Alan Arkin - The Heart Is a Lonely Hunter
- 1969 - Alan Arkin - Popi
- 1970 - George C. Scott - Patton
- 1971 - Gene Hackman - The French Connection / Walter Matthau - Kotch